# Хинценбург
Хинценбург (њем. Hinzenburg) општина је у њемачкој савезној држави Рајна-Палатинат. Једно је од 103 општинска средишта округа Трир-Сарбург. Према процјени из 2010. у општини је живјело 133 становника. Посједује регионалну шифру (AGS) 7235046.

## Географски и демографски подаци
Хинценбург се налази у савезној држави Рајна-Палатинат у округу Трир-Сарбург. Општина се налази на надморској висини од 331 метра. Површина општине износи 2,9 km². У самом мјесту је, према процјени из 2010. године, живјело 133 становника. Просјечна густина становништва износи 46 становника/km².